# ألونزو س. ماثر
ألونزو س. ماثر (بالإنجليزية: Alonzo C. Mather)‏ هو شخصية أعمال أمريكي، ولد في 12 أبريل 1848 في فيرفيلد في الولايات المتحدة، وتوفي في 25 يناير 1941 في لوس أنجلوس في الولايات المتحدة.